# Erick Morillo
Erick Morillo (New York, 26 marzo 1971 – Miami Beach, 1º settembre 2020) è stato un disc jockey, produttore discografico e remixer statunitense con cittadinanza colombiana di musica house, fondatore con i colleghi Harry Romero e Josè Nuñez dell’etichetta Subliminal Records.

## Biografia
Erick Morillo è nato nel 1971 a New York. Ha trascorso gran parte della sua infanzia a Cartagena, in Colombia, insieme alla sua famiglia, immerso nella salsa e nella musica merengue. Tornò negli Stati Uniti all'età di 11 anni, vivendo con sua madre Elisa e la sorella Sheila in un appartamento al 1406 di Bergenline Avenue a Union City, New Jersey. Influenzato da altri generi come il reggae e l'hip hop, all'età di 11 anni ha iniziato a fare il DJ a matrimoni e feste di amici e familiari. Ha frequentato la Michael Power - Saint Joseph School, una scuola cattolica privata, diplomandosi nel 1985, e successivamente la Emerson High School di Union City, dove si è diplomato nel 1989.

## Carriera

### MueveloeI like to move it
Morillo ha seguito un corso di ingegneria in studio presso il Center for the Media Arts di New York City e ha iniziato a fare il DJ nei club locali, in posti come la Love Sexy music lounge su Hudson Street in Hoboken. Mentre lavorava in un club nella vicina Weehawken, Morillo incontrò la star del reggae latino El General, con cui fece amicizia. I due hanno collaborato nel 1991 al singolo Muevelo, un misto di reggae, musica house e un sample del singolo techno dei T99 Anasthasia che è diventato un successo a sorpresa, certificato poi disco di platino.
Quando i suoi remix sono diventati familiari nei club latini, Morillo si è ramificato attraverso la sua amicizia con la veterana della casa di New York "Little" Louie Vega, che ha incontrato attraverso l'allora sconosciuto cantante Marc Anthony, con cui Vega aveva lavorato sull'inno della casa del 1992, Ride on the Rhythm. Secondo Morillo, Vega gli consigliò di "concentrarsi sulla voce". La successiva grande canzone di Morillo risale al 1993, quando la principale etichetta house di New York dell'epoca, Strictly Rhythm, pubblicò il suo "The New Anthem" / "Funky Buddha" 12. La canzone andò bene nelle classifiche e nei club, attirando l'attenzione di Morillo. Nello stesso anno, Strictly Rhythm pubblicò il secondo singolo di Reel 2 Real I Like to Move It. La canzone, che è stata descritta da Mixer come "in parte Euro-cheese, in parte pop A&R man's wet dream", divenne un successo dance internazionale di base sia per Reel 2 Real che per Strictly Rhythm. Ha reso Morillo un milionario e lo ha spinto in una vita da giramondo che includeva viaggi settimanali in Europa per registrare MTV Europe tra le promozioni negli States. In risposta al successo della canzone, Morillo ha registrato l'album completo Move It!, che è stato pubblicato nel 1994, e ha generato diversi singoli che hanno avuto successo particolarmente in Inghilterra. Questo è stato seguito da un album del 1996 da cui sono stati pubblicati molti altri singoli, in particolare "Mueve la Cadera" ("Move Your Body").

### Da Reel 2 Real a Subliminal
Nonostante si credesse che avesse guadagnato oltre $ 2 milioni da Reel 2 Real, Morillo temeva che il suo successo finanziario potesse aver danneggiato sia la sua spinta creativa che la sua credibilità sulla strada. Volendo creare musica house di tutto rispetto, ha prodotto Jazz It Up, lanciandolo sotto l'etichetta dell'Erick Morillo Project, al fine di garantire credibilità di strada. La canzone è andata bene e ha rafforzato la sua fiducia. Lui e Louie Vega hanno collaborato come Lil 'Mo' Ying Yang e hanno pubblicato il singolo Reach del 1995. Morillo intendeva un terzo album per Reel to Real, ma il suo rapporto con il Mad Stuntman si è inasprito, il che ha fatto deragliare il progetto. Alla ricerca di un modo per reinventarsi, Morillo ha partecipato al Forum, un auto-aiutoseminario a New York City, dove ha imparato a trovare la felicità attraverso cose diverse dalla ricchezza e dal suo frenetico programma di lavoro. Il seminario gli ha anche permesso di sfuggire alla sua routine creativa aiutandolo ad analizzare il suo passato e fissare obiettivi futuri, uno dei quali era diventare un DJ globale di successo. Abbandonò l'alias Reel 2 Real nel 1996 e si concentrò sul DJ, diventando uno dei preferiti a Ibiza, in Europa e in Australia.
Terminato il suo rapporto con Strictly Rhythm, Morillo ha seguito il consiglio del proprietario di Strictly Rhythm Mark Finkelstein, che Morillo definisce "una persona onesta e un mentore aziendale", e ha deciso di prendere le distanze dal passato pop di R2R lanciando la società di gestione Double Platinum nel 1997 con colleghi DJ e produttori José Nunez, Harry Choo Choo Romero, Carlos Sosa (alias DJ Sneak) e Junior Sanchez, e la sua impronta, la Subliminal Records, che ha sede a Weehawken. Morillo descrive il suono dei Subliminal come "musica da ghetto", che è marchiato con copertine di dischi di design europeo, "ma con classe". Il suo primo singolo è stato Fun del 1998, con la diva di Chicago Dajae, e ha ottenuto una risposta positiva tramite test stampa e buzz attraverso l'Atlantico. Tuttavia, Dajae ha rifiutato di firmare il contratto con i Subliminal, e il cantante Jocelyn Brown è stato chiamato per registrare nuovamente la voce. La collaborazione di Brown con i Subliminal è nota come " Da Mob ", e la loro versione di Fun è diventata una hit numero 1 di Billboard Hot Dance Music / Club Play. Poco dopo, tuttavia, DJ Sneak lasciò il gruppo per Toronto per avviare la sua società di gestione, e Junior Sanchez si unì a Roger S. per fondarne uno tutto loro. Il restante trio di Morillo, Romero e Nunez ha formato il nucleo finalizzato di Subliminal, e sono anche conosciuti come il team di remix The Dronez. Con Subliminal, Morillo è riuscito a trovare l'equilibrio tra "underground" Il trio ha vintoil premio Remixer of the Year della rivista Muzik nel 1999. Subliminal ha anche richiamato l'attenzione su artisti come Eddie Thoneick, Carl Kennedy e DJ DLG.

### Serate in discoteca
Alla fine del 1999, Morillo ha completato un tour negli Stati Uniti e la sua serata in discoteca, soprannominata Subliminal Night, è accreditata di aver resuscitato da solo la scena dei club di New York City, [ citazione necessaria ] un'impresa che ha compiuto iscrivendo Danny Tenaglia, Darren Emerson, Bob Sinclar, Derrick Carter, Tiger Tim Stevens, Mark Farina e Tony Humphries nei posti degli ospiti. Morillo ha anche ospitato varie altre serate di club in tutto il mondo, come le sue feste di metà settimana delle sessioni subliminali agli Champs di New York. Quando sono stati sfrattati da quella sede, le Sessioni sono state rilanciate al Centro-Fly. Commentando la sua socializzazione con i promotori, Morillo afferma: 
 Morillo ha ospitato varie altre serate di club in tutto il mondo, come l'annuale Crobar party a Miami (ULTRA), e le sue leggendarie feste Subliminal Sessions al Pacha di Ibiza, che è stata nominata "Best International Club" del 2002 e "Best Ibiza Party" di 2001 dalla rivista Muzik . Ibiza è anche il luogo in cui Morillo è stato incoronato "Miglior DJ internazionale" nel 2002 e "Miglior DJ house" nel 1999 e nel 2001 ai premi Pacha Ibiza. È noto per svolgere fino a 30 lavori al mese in località tra cui Grecia, Malta, Amsterdam, Londra, Madrid, Belfast e Russia. Secondo Morillo, il suo lavoro più memorabile è stato sull'isola bianca di Ibiza dopo gli attacchi dell'11 settembre: "Stavo suonando alla festa di chiusura della Space Terrace subito dopo l'11 settembre. Ho concluso la serata con 'New York, New York di Frank Sinatra. "La gente piangeva e sventolava bandiere americane, tutti cantavano. È il mio ricordo più emozionante come DJ."
Oltre alle sue apparizioni a MTV nel Regno Unito, Morillo ha ospitato MTV Ibiza per due anni, ha presentato i Dancestar Awards del Regno Unito e ha recitato in una serie in sette parti di Channel 4 che documentava i suoi viaggi per il mondo come DJ party. Ha anche lavorato a cortometraggi con l'attore Mark Alex Hanna.
Nel 2004, ha pubblicato il suo primo album con il suo vero nome, My World , che presenta collaborazioni con artisti come Sean "Diddy" Combs, che ha collaborato con Morillo su tre tracce, tra cui la hit dancefloor "Dance I Said". L'etichetta ha anche generato altre etichette, come Sondos, Subliminal Soul, Bambossa e SUBUSA. L'etichetta è stata distribuita da Strictly Rhythm fino a quando l'etichetta non ha cessato le attività nel 2002. Oggi, la Subliminal è distribuita in modo indipendente, sebbene Strictly Rhythm abbia riaperto i battenti nel 2007.
Morillo ha attirato l'attenzione nel giugno 2013 quando non è apparso a uno spettacolo del 6 giugno a Long Island, e poi il 12 giugno quando ha dovuto essere scortato fuori dal palco per 45 minuti in un set, a causa di un "comportamento irregolare". Secondo i rapporti, Morillo sembrava essere stordito quando ha iniziato il suo set e le sue condizioni sono peggiorate dopo averlo iniziato. Ad un certo punto, è scomparso dalla vista, lasciando un singolo loop che suonava più e più volte. Morillo ha poi dichiarato sulla sua pagina Twitter: "È giunto il momento di fare una pausa e concentrare nuovamente la mia attenzione sulla mia salute e sul mio benessere".

### Accuse sessuali e morte
Il 6 agosto 2020, Morillo è stato arrestato e accusato di violenza sessuale su una donna. Nel dicembre 2019, Morillo e la sua accusatrice, K. Knight, compagna all'epoca dei fatti del noto dj Roger Sanchez, stavano lavorando come DJ a una festa privata su Star Island a Miami Beach, dopo la serata sono andati a casa sua a Miami Beach per passare lì la notte. Ha detto agli investigatori che si è ubriacata, poi si è svegliata nuda con lui nudo in piedi accanto a lei. Un test del kit per stupro, eseguito sulla donna, è risultato positivo al DNA di Morillo. Morillo ha negato l'accusa, consegnandosi poi alla polizia il 6 agosto 2020. Doveva presenziare in tribunale il 4 settembre ma è stato trovato morto a casa sua, tre giorni prima, per abuso di ketamina.

## Premi e riconoscimenti
L'11 ottobre 2012, Union City nel New Jersey ha onorato Morillo intitolando una sezione di Bergenline Avenue tra la 14a e la 15a Strada "Erick Morillo Way". Il sindaco Brian P. Stack ha elogiato Morillo, che ha donato 100 tablet Nook a una scuola locale, dicendo: "È importante riconoscere coloro che contribuiscono alla crescita della nostra città natale. Possiamo essere tutti orgogliosi di considerare Erick parte della nostra comunità."

## Discografia

### Singoli e EP
- 1992 The New Anthem (Funky Budda) (Reel 2 Real)
- 1992 Muevelo (Reel 2 Real)
- 1992 Te Ves Buena (Reel 2 Real)
- 1993 I Like to Move It (Reel 2 Real)
- 1993 Latin Flavor (R.B.M.)
- 1993 Gettin' Me Hot (Platinum Crew)
- 1993 Carnival '93 (Club Ultimate)
- 1993 The Boy (R.B.M)
- 1993 Rhythmz (Deep Soul)
- 1993 Unbe (R.A.W.)
- 1993 House Of Love In My House (Smooth Touch)
- 1993 Go On Move (Reel 2 Real)
- 1995 Carnival '95 (Club Ultimate)
- 1995 Reach (Lil Mo' Yin Yang)
- 1995 Conway (Reel 2 Real)
- 1996 Dime Si Son Latinos (Reel 2 Real feat. Proyecto Uno)
- 1996 Mueve La Cadera (Reel 2 Real feat. Proyecto Uno)
- 1996 Jazz It Up (Reel 2 Real)
- 1996 Are You Ready For Some More (Reel 2 Real)
- 1997 Fun (Da Mob feat. Jocelyn Brown)
- 1997 Partay Feeling (B-Crew)
- 1997 Tripping (Smooth Touch)
- 1998 It's All Good (Da Mob feat. Jocelyn Brown)
- 1998 Distortion (Pianoheadz)
- 1999 Believe (Ministers De-La-Funk feat. Jocelyn Brown)
- 2002 Come Make Me Over
- 2003 Dancin' (Erick Morillo feat. Harry "Choo Choo" Romero & José Ariel Núñez)
- 2004 Refresher (Time Of Your Life)
- 2004 My World (Erick Morillo feat. P. Diddy)
- 2005 Break Down The Doors (Erick Morillo feat. Audio Bullys)
- 2005 What Do You Want (Erick Morillo feat. Terra Deva)
- 2005 Waiting In The Darkness (Erick Morillo feat. Leslie Carter)
- 2006 Jazz In Your Face
- 2006 Call Me (The Dronez feat. Shawnee Taylor)
- 2006 Tonite (MNM feat. Shawnee Taylor)
- 2006 Dance I Said (Erick Morillo feat. P. Diddy)
- 2007 Life Goes On (Richard Grey vs. Erick Morillo feat. José Ariel Núñez & Shawnee Taylor)
- 2008 Make A Move (Harry "Choo Choo" Romero feat. Erick Morillo & P. Diddy)
- 2008 Where Are You Now? (Dj Dlg feat. Erick Morillo)
- 2009 Say The Word (Richard Grey feat. Erick Morillo feat. Maboo & Nicole Da Silva)
- 2009 I Get Lifted (Erick Morillo feat. Deborah Cooper)
- 2010 I Feel Love (Ministers De-La-Funk feat. Duane Harden)
- 2010 Nothing Better (Erick Morillo feat. Eddie Thoneick & Shena)
- 2010 Live Your Life (Erick Morillo feat. Eddie Thoneick & Shawnee Taylor)
- 2010 Alive (Markus Binapfl feat. Erick Morillo & Fiora Cutler)
- 2011 Stronger (Erick Morillo feat. Shawnee Taylor)
- 2011 Get Drunk Up (Craig David feat. Erick Morillo)
- 2011 We Are The Night (In The Screen feat. Rachael Starr)
- 2011 Fly Away (In the Screen vs. Rony Seikaly feat. Craig David)
- 2012 Elephant (Alexandra Burke feat. Erick Morillo)
- 2012 If This Ain't Love (Erick Morillo feat. Eddie Thoneick & Skin)
- 2012: Colors (Shawnee Taylor feat. Sympho Nympho)
- 2012: Love in me (Shawnee Taylor feat. Denis The Menace & Sandro Monte)
- 2012 Flamenco (Erick Morillo feat. Harry Romero, Alex Kenji, Matti)

### Remixes
- 1993 Yolanda - Reality
- 1993 Whoomp There It Is - Tag Team
- 1995 One Moment In Time - Stex
- 1995 What I Need - Crystal Waters
- 1996 Keep It Up - Hipgrinders
- 1997 Dreams - Smokin' Beats
- 1997 Fly Life - Basement Jaxx
- 1998 She Wants You - Billie
- 1998 Found A Cure - Ultra Naté
- 1998 In My Life - Josè Nuñez
- 1998 Good Love - Richard F.
- 1998 Ain't No Mountain High Enough - Jocelyn Brown
- 1999 Don't Call Me Baby - Madison Avenue
- 1999 Bailamos - Enrique Iglesias
- 1999 Not Over You Yet - Diana Ross
- 1999 Red Alert - Basement Jaxx
- 1999 Big Love - Pete Heller
- 1999 Hold On - Josè Nuñez
- 2000 Welcome To The Jungle - Thick Dick
- 2000 My Only Love - Bob Sinclar
- 2000 Scream & Shout - The Committee
- 2000 I Feel For You - Bob Sinclar
- 2000 Brasil Over Zurich - Tanga Chick
- 2000 Sunday Shouting - Johnny Corporate
- 2000 I'm Your Baby Tonight - Whitney Houston
- 2001 Sexual Revolution - Macy Gray
- 2001 I'm So Crazy - Par-T-one
- 2001 Keep On Touchin' Me - Jaimy & Kenny D.
- 2001 Keep The Love - Money Chocolate
- 2001 Austin's Groove - Kid Crème
- 2001 You & Me - LL Cool J
- 2001 Last Dance - Superfunk
- 2002 Air Race - Josè Nuñez
- 2002 Thrill Me - Junior Jack
- 2002 Lady - Modjo
- 2003 Born Too Slow - Crystal Method
- 2004 What Happened - Harry "Choo Choo" Romero
- 2005 Father - Anthony Rother
- 2010 In My Eyes - Abel The Kid feat. Javi Reina & Raul Ortiz
- 2010 Hello Good Morning - Diddy feat. Dirty Money & T.I.
- 2011 Hello Good Morning - Diddy & Dirty Money
- 2012 King of Hearts - Cassie

## Curiosità
- Proprio alla famosa isola balearica di Ibiza, meta principale di tutti i nottambuli, è legata la leggenda metropolitana che narra della sua morte in un incidente stradale nel 2002; ne parlarono tv e giornali, ma presto venne fuori la falsità della notizia.

## Premi
I DJ Awards organizzano l'evento annuale dei premi DJ di musica elettronica. È l'unica cerimonia internazionale per DJ e anche la più antica. I premi si tengono una volta all'anno al Pacha club di Ibiza, in Spagna. È uno dei riconoscimenti più importanti che un artista possa vincere o essere onorato.
| Anno | Candidato / lavoro | Premio                    | Risultato |
| ---- | ------------------ | ------------------------- | --------- |
| 1998 | Erick Morillo      | Miglior DJ House / Garage | Ha vinto  |
| 2000 | Erick Morillo      | Miglior DJ House          | Nominato  |
| 2001 | Erick Morillo      | Miglior DJ House          | Ha vinto  |
| 2002 | Erick Morillo      | Miglior DJ internazionale | Ha vinto  |
| 2002 | Erick Morillo      | Miglior DJ House          | Nominato  |
| 2003 | Erick Morillo      | Miglior DJ House          | Ha vinto  |
| 2004 | Erick Morillo      | Miglior DJ House          | Nominato  |
| 2005 | Erick Morillo      | Miglior DJ internazionale | Ha vinto  |
| 2006 | Erick Morillo      | Miglior DJ internazionale | Ha vinto  |
| 2006 | Erick Morillo      | Miglior DJ House          | Nominato  |
| 2007 | Erick Morillo      | Miglior DJ House          | Nominato  |
| 2008 | Erick Morillo      | Miglior DJ internazionale | Nominato  |
| 2009 | Erick Morillo      | Miglior DJ internazionale | Nominato  |
| 2010 | Erick Morillo      | Miglior DJ House          | Nominato  |
| 2011 | Erick Morillo      | Miglior DJ House          | Nominato  |

Morillo ha vinto il Best International DJ Award 3 volte e il Best House DJ Award 3 volte e ha ricevuto un totale di 15 nomination.